# Navy One

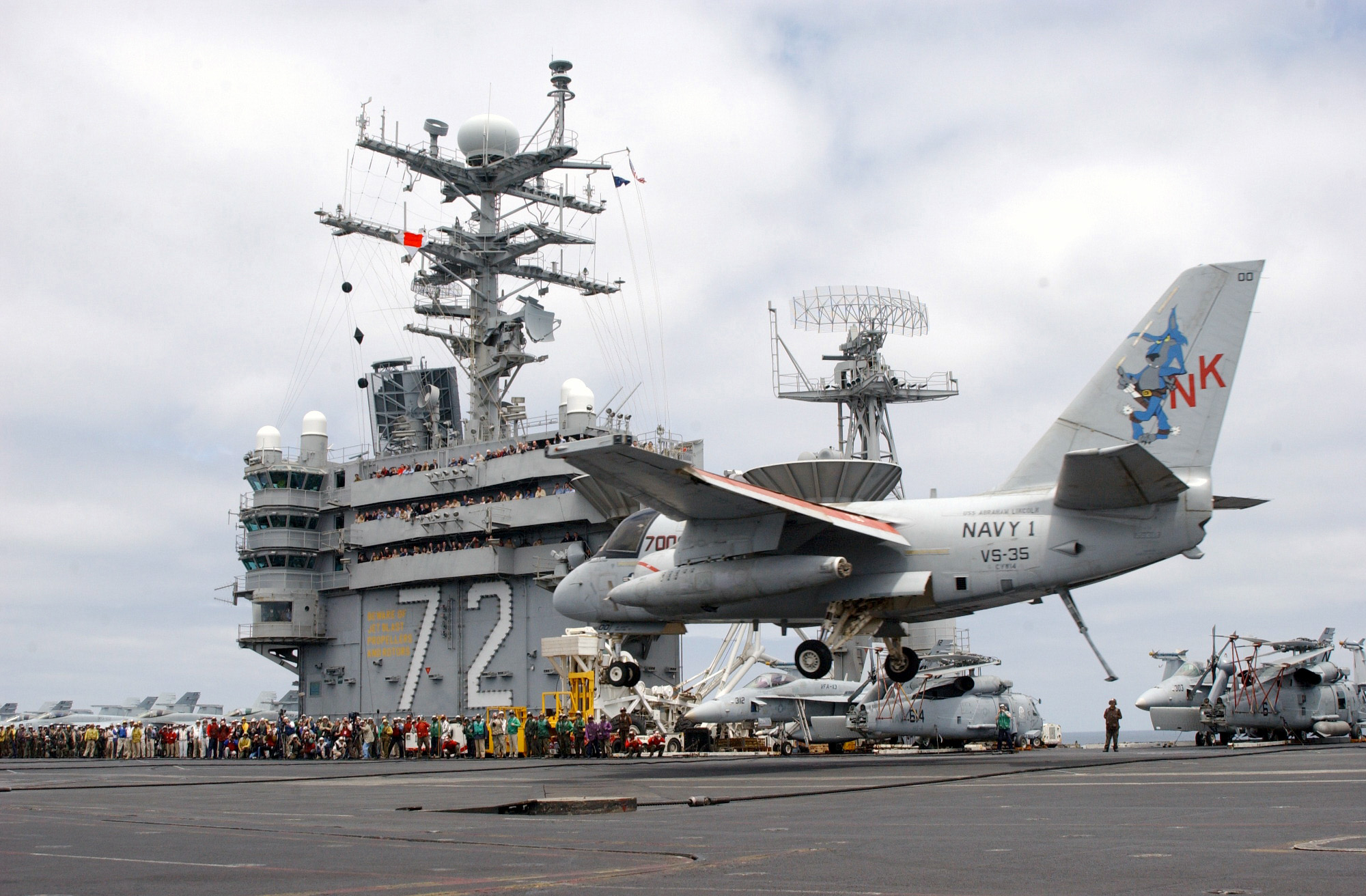
Navy One s prezidentem Bushem na palubě přistává na letadlové lodi USS Abraham Lincoln.

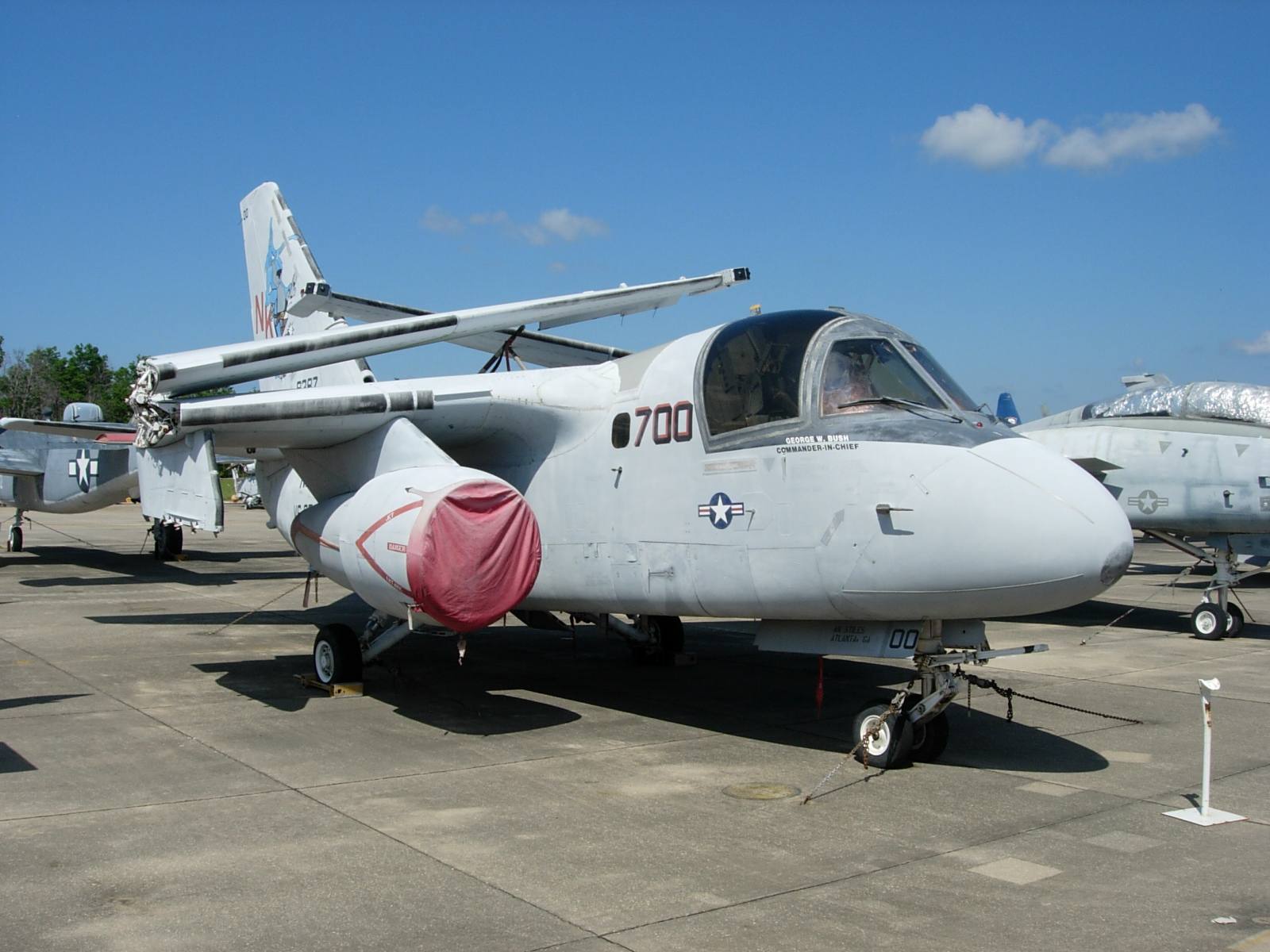
S-3B Viking „Navy One“ v National Naval Aviation Museum.

Navy One je volací znak jakéhokoliv letadla Námořnictva Spojených států amerických nesoucího na palubě prezidenta Spojených států.
Dosud se vyskytl jen jeden takový případ: Lockheed S-3 Viking sériového čísla BuNo 159387 peruti VS-35 „Blue Wolves“, které 1. května 2003 dopravilo George W. Bushe na palubu letadlové lodi USS Abraham Lincoln nacházející se na moři u pobřeží San Diega v Kalifornii. Jeho pilotem byl Commander Skip Lussier, tehdy zástupce velitele VS-35 a kopilotem Lieutenant Ryan Philips.
Tento S-3 byl vyřazen ze služby a od 17. července 2003 vystaven v National Naval Aviation Museum v Pensacole na Floridě.
Letadlo námořnictva, které by přepravovalo viceprezidenta USA, by neslo označení Navy Two.